# 스코츠드
《스코치트》(영어: Scorched)는 미국에서 제작된 개빈 그레이저 감독의 2003년 범죄 코미디 영화이다. 얼리샤 실버스톤, 레이철 리 쿡, 우디 해럴슨 등이 출연하였고, 앨 콜리 등이 제작에 참여하였다.

## 출연
- 마커스 토머스
- 얼리샤 실버스톤
- 레이철 리 쿡
- 우디 해럴슨
- 존 클리즈
- 폴로 코스탠조
- 데이비드 크럼홀츠
- 조슈아 레너드
- 아이번 세어게이
- 웨인 모스
- 제프리 탬버
- 개빈 그레이저
- 러네이 올스테드
- 니콜 힐츠
- 앨 콜리
- 숀 플린

## 기타 제작진
- 협력 제작: 킴 올슨
- 배역: 펄리샤 퍼사노, 앤 매카시, 메리 버뉴
- 미술: 패티 포데스타
- 세트: 제니퍼 M. 젠틸리